# Билялов, Февзи Муждабаевич
Февзи́ Муждаба́евич Биля́лов (крымскотат. Fevzi Mujdaba oğlu Bilâlov, Февзи Муждаба огълу Билялов; 18 августа 1932, Севастополь, Крымская АССР — 8 августа 1999, Евпатория, АР Крым) — крымскотатарский певец, народный артист Узбекской ССР (1989), народный артист Украины (1993).

## Биография
Родился в Севастополе в 1932 году, хотя по документам год рождения — 1936. Отец — Муждаба Билялов, мать — Эмине Билялова. Благодаря матери, любившей петь, Февзи приобщился к народному искусству крымских татар и мечтал стать музыкантом, но отец желал сыну стать агрономом.
В 1944 году в результате депортации крымских татар Билялов с семьёй оказался в Самаркандской области Узбекистана. Здесь он окончил семилетку и, не сумев поступить в Самаркандское музыкальное училище, окончил техникум и в 1956 году продолжил обучение в Сельскохозяйственном институт имени Мичурина.
В это же время начинает выступать в составе самодеятельного ансамбля В. Муртазаева, а в 1957 году успешно проходит прослушивание в крымскотатарский ансамбль при Узбекской эстраде под руководством Ильяса Бахшиша. Ансамбль получает название «Хайтарма», Билялов становится его солистом-вокалистом и переезжает в Ташкент. Здесь он поступает в Ташкентский государственный театральный институт, который оканчивает в 1967 году.
В ансамбле Билялов исполняет народные песни. В 1970 году становится руководителем «Хайтармы», пользуясь в своей работе поддержкой известных крымскотатарских исполнителей: Эдие Топчи, Сабрие Эреджеповой. Заслуги Билялова признаются на республиканском уровне: в 1974 году ему присвоено звание заслуженного артиста Узбекской ССР.
В 1978 году уходит из ансамбля, получив от Батыра Закирова приглашение в Узбекский мюзик-холл. После пяти лет выступлений и многочисленных гастролей по Советскому Союзу, Билялов возвращается в родной коллектив «Хайтарма» в качестве солиста. Через четыре года, в 1987 году, создаёт при ансамбле группу «Эфсане», а в 1989 году становится художественным руководителем ансамбля. В том же году ему присвоено звание народного артиста Узбекской ССР.
В 1992 году вместе с ансамблем возвращается в Крым, где обосновывается в Евпатории. Через год он покинул ансамбль, теперь уже навсегда. С 1994 года работает солистом Крымской государственной филармонии, а в 1997 году создаёт новый коллектив — фольклорную группу «Хансарай». Украина признает заслуги Билялова, в 1993 году присвоив ему звание народного артиста.
Скончался 8 августа 1999 года от инсульта. Похоронен в Евпатории.

## Репертуар
Известность Февзи Билялову принесли народные песни. Помимо этого он исполнял произведения крымскотатарских композиторов: Февзи Алиева, Ильяса Бахшиша, Яи Шерфединова и других. Одним из первых исполнил ранее запрещённые песни «Шомпол», «Порт Артур». Среди других известных песен в его репертуаре — «Дертли къавал», «Байдарава ёллары», «Азбарымда бадем терек».